# Automatic Document Feeder
Een Automatic Document Feeder (ADF) is een systeem waarbij een stapel papieren documenten automatisch wordt aangeleverd aan een scanner of kopieermachine. Regelmatig zijn zogenaamde All-In-One printers uitgerust met een dergelijke ADF-extensie om schriftelijke gegevensinvoer te automatiseren, zodat de gebruiker de pagina's niet zelf een voor een op het scanbed van het apparaat hoeft te leggen.
Voor dubbelzijdige verwerking bestaan er twee verschillende systemen; de reversing automatic document feeder waarbij alle pagina's door het systeem worden verwerkt, en vervolgens worden omgedraaid voor de verwerking van de andere zijde; en de duplexing automatic document feeder waarbij iedere pagina na het verwerken van de ene zijde automatisch wordt omgedraaid voor verwerking van de achterzijde.